# لقاح جونسون آند جونسون كوفيد-19
لقاح يانسن لكوفيد-19 أو لقاح جونسون آند جونسون لكوفيد-19 هو لقاح لمرض كوفيد-19، طورته شركة يانسن للقاحات في مدينة لايدن، هولندا، والشركة الأم البلجيكية يانسن للأدوية، وهي شركة فرعية من شركة جونسون آند جونسون الأمريكية.
هو لقاح ناقل فيروسي يعتمد على فيروس غداني بشري جرى تعديله ليحتوي على الجين اللازم لصنع البروتين الشائك لفيروس كورونا المرتبط بالمتلازمة التنفسية الحادة الشديدة النوع 2 (سارس-كوف-2) الذي يسبب مرض كوفيد-19. يستجيب جهاز المناعة في الجسم لهذا البروتين الشائك لإنتاج الأجسام المضادة. يتطلب اللقاح جرعة واحدة فقط ولا يحتاج تخزينه إلى التجميد.
بدأت التجارب السريرية لهذا اللقاح في يونيو عام 2020، وشملت تجارب المرحلة الثالثة نحو 43,000 شخص. في 29 يناير عام 2021، أعلنت شركة يانسن أنه بعد 28 يومًا من اكتمال التطعيم، كان اللقاح فعالًا بنسبة 66% ضمن نظام من جرعة واحدة في الوقاية من أعراض كوفيد-19، ووصلت فعاليته إلى نسبة 85% في الوقاية من حالات كوفيد-19 الشديدة، وكانت فعاليته 100% في عدم الحاجة إلى دخول المستشفى أو الوفاة بسبب المرض.
منحت إدارة الغذاء والدواء الأمريكية اللقاح تصريح الاستخدام الطارئ، ومنحته وكالة الأدوية الأوروبية والوكالة التنظيمية للأدوية ومنتجات الرعاية الصحية في المملكة المتحدة ترخيص تسويق مشروط.

## الاستخدامات الطبية
يستخدم لقاح يانسن لكوفيد-19 لتوفير الحماية من الإصابة بفيروس سارس-كوف-2 من أجل الوقاية من مرض كوفيد-19 لدى الأشخاص الذين تتراوح أعمارهم بين ثمانية عشر عامًا وأكثر.
يُعطى اللقاح عن طريق الحقن العضلي في العضلة المثلثة. تتكون الدورة الأولية للعلاج من جرعة واحدة.

### الفعالية
الفعالية حسب شدة المرض
| المتحور      | معتدل إلى شديد      | شديد إلى حرج        |
| ------------ | ------------------- | ------------------- |
| سلالات بي. 1 | 72% (58 – 82%)      | 86% (−9 - 100%)     |
| ألفا         | لا معلومات حتى الآن | لا معلومات حتى الآن |
| بيتا         | 64% (41 – 79%)      | 82% (46 – 95%)      |
| غاما         | لا معلومات حتى الآن | لا معلومات حتى الآن |
| دلتا         | لا معلومات حتى الآن | لا معلومات حتى الآن |

## التاريخ

### التجارب السريرية
تشير التجارب قبل السريرية إلى أن اللقاح يحمي بشكل فعال حيوانات الهامستر والمكاك الريسوسي من فيروس سارس-كوف-2.

#### المرحلة الأولى والثانية
في يونيو عام 2020، أكدت شركة جونسون آند جونسون الأمريكية والمعهد الوطني للحساسية والأمراض المعدية أنهما يخططان لبدء التجارب السريرية للقاح Ad26.COV2.S في سبتمبر عام 2020، وأعلنت إمكانية بدء المرحلة الأولى والمرحلة الثانية (أ) من التجارب السريرية البشرية بوتيرة متسارعة في النصف الثاني من يوليو.
بدأت المرحلة الأولى من التجارب السريرية من المرحلة الأولى إلى الثانية (أ) بجمع المشاركين في التجربة في 15 يوليو عام 2020، وجرى تسجيل المشاركين في الدراسة في بلجيكا والولايات المتحدة الأمريكية. أثبتت النتائج المؤقتة من تجربة المرحلة الأولى إلى الثانية (أ) سلامة لقاح Ad26.COV2.S وتفاعليته وتوليد المناعة منه. بجرعة واحدة فحسب، وبعد 29 يومًا من أخذه، ضمن اللقاح أن 90% من المشاركين لديهم ما يكفي من الأجسام المضادة اللازمة لتحييد الفيروس. بعد 57 يومًا، وصلت هذه النسبة إلى 100%. وجدت دراسة فرعية من 20 مشاركًا أن الاستجابات المناعية الخلطية والخلوية، بما في ذلك الخلايا التائية القاتلة، استمرت لمدة 8 أشهر على الأقل.

#### المرحلة الثالثة
بدأت المرحلة الثالثة من التجربة السريرية المسماة أنسامبل عملية تسجيل المشاركين في سبتمبر عام 2020، واستكملت التسجيل في 17 ديسمبر عام 2020. صُمِّمت التجربة لتكون تجربة سريرية عشوائية مزدوجة التعمية يتم التحكم فيها بالاعتماد على مجموعة لقاح وهمي، لتقييم سلامة وفعالية لقاح الجرعة الواحدة مقابل اللقاح الوهمي لدى البالغين الذين تتراوح أعمارهم بين 18 عامًا وأكثر. تلقى المشاركون في الدراسة حقنة عضلية واحدة من Ad26.COV2.S بمستوى جرعة 5 × 10^10 من جسيمات الفيروس في اليوم الأول. أوقفت التجربة مؤقتًا في 12 أكتوبر عام 2020، بسبب إصابة أحد المتطوعين بالمرض، لكن الشركة قالت إنها لم تجد أي دليل على أن اللقاح تسبب في المرض، وأعلنت في 23 أكتوبر 2020 أنها ستستأنف التجربة. في 29 يناير عام 2021، أعلنت يانسن عن بيانات السلامة والفعالية من تحليل مؤقت لبيانات تجربة أنسامبل، والتي أظهرت أن اللقاح كان فعالًا بنسبة 66% في منع الإصابات المعتدلة والشديدة بكوفيد-19 بعد 28 يومًا من التطعيم بين جميع المتطوعين. استند التحليل المؤقت إلى 468 حالة من حالات كوفيد-19 المصحوبة بأعراض من بين 43,783 متطوعًا بالغًا في الأرجنتين والبرازيل وتشيلي وكولومبيا والمكسيك وبيرو وجنوب إفريقيا والولايات المتحدة الأمريكية. لم يُبلغ عن أي وفيات مرتبطة بكوفيد-19 في مجموعة اللقاح، وكانت هناك خمس وفيات من كوفيد-19 في مجموعة اللقاح الوهمي. خلال التجربة، لم تُسجل أي صدمة حساسية لدى المشاركين.
بدأت تجربة سريرية ثانية من المرحلة الثالثة، اسمها أنسامبل 2، عملية التسجيل في 12 نوفمبر عام 2020. تختلف أنسامبل 2 عن أنسامبل من حيث أن المشاركين في الدراسة يحصلون على حقنتين عضليتين من Ad26.COV2.S، إحداهما في اليوم الأول والثانية في اليوم 57. أظهرت النتائج المبكرة فعالية بنسبة 85% ضد المرض الشديد والحرج. أظهرت البلازما من 8 مشاركين تحييدًا أكبر للفيروس المتحور دلتا مقارنةً مع المتحور بيتا.